# Эскамбия (округ, Алабама)
Эска́мбия (англ. Escambia County) — округ в штате Алабама, США. Официально образован в 1868 году. По состоянию на 2010 год, численность населения составляла 38 319 человек.

## География
По данным Бюро переписи США, общая площадь округа равняется 2 468,272 км2, из которых 2 447,552 км2 суша и 20,979 км2 или 0,800 % это водоемы.

### Соседние округа
|                        | Монро                    | Конику                |  |  |
| Болдуин                | север                    | Ковингтон             |  |  |
| Болдуин                | Эскамбия                 | Ковингтон             |  |  |
| Болдуин                | юг                       | Ковингтон             |  |  |
| Эскамбия (шт. Флорида) | Санта-Роза (шт. Флорида) | Окалуса (шт. Флорида) |  |  |

## Население
По данным переписи населения 2000 года в округе проживает 38 440 жителей в составе 14 297 домашних хозяйств и 10 093 семей. Плотность населения составляет 16,00 человек на км2. На территории округа насчитывается 16 544 жилых строений, при плотности застройки около 7,00-ми строений на км2. Расовый состав населения: белые — 64,40 %, афроамериканцы — 30,79 %, коренные американцы (индейцы) — 3,01 %, азиаты — 0,24 %, гавайцы — 0,03 %, представители других рас — 0,40 %, представители двух или более рас — 1,13 %. Испаноязычные составляли 0,99 % населения независимо от расы.
В составе 32,00 % из общего числа домашних хозяйств проживают дети в возрасте до 18 лет, 51,70 % домашних хозяйств представляют собой супружеские пары проживающие вместе, 15,10 % домашних хозяйств представляют собой одиноких женщин без супруга, 29,40 % домашних хозяйств не имеют отношения к семьям, 26,40 % домашних хозяйств состоят из одного человека, 11,40 % домашних хозяйств состоят из престарелых (65 лет и старше), проживающих в одиночестве. Средний размер домашнего хозяйства составляет 2,48 человека, и средний размер семьи 2,99 человека.
Возрастной состав округа: 24,10 % моложе 18 лет, 9,70 % от 18 до 24, 28,90 % от 25 до 44, 23,70 % от 45 до 64 и 23,70 % от 65 и старше. Средний возраст жителя округа 37 лет. На каждые 100 женщин приходится 102,70 мужчин. На каждые 100 женщин старше 18 лет приходится 102,70 мужчин.
Средний доход на домохозяйство в округе составлял 28 319 USD, на семью — 36 086 USD. Среднестатистический заработок мужчины был 30 632 USD против 18 091 USD для женщины. Доход на душу населения составлял 14 396 USD. Около 15,20 % семей и 20,90 % общего населения находились ниже черты бедности, в том числе — 24,70 % молодежи (тех, кому ещё не исполнилось 18 лет) и 17,80 % тех, кому было уже больше 65 лет.